# Плотников, Григорий Павлович
Григорий Павлович Плотников (09.05.1929 - 25.10.2006) — советский хозяйственный, государственный и политический деятель, Герой Социалистического Труда.

## Биография
Родился 9 мая 1929 года в селе Нижний Мамон ныне Верхнемамоновского района Воронежской области в крестьянской семье.
В 1944 году окончил школу и до 1954 года работал трактористом в совхозе № 19 Заветинского района Ростовской области. С 1955 года работал в Мясниковском районе: механизатором в районной машинно-тракторной станции (МТС), трактористом совхоза «Пролетарская диктатура», свинарем-механизатором по откорму свиней.
Окончил сельскохозяйственный техникум. Механизировал все работы по уходу за свиньями, организовал крупногрупповое содержание животных и активно внедрял в животноводство прогрессивные технологии. В результате этого, вместо ранее работавших девяти человек, он стал один вести откорм 2500 голов свиней. Спустя два года его успех был отмечен первым секретарем ЦК КПСС Н.С. Хрущевым: «Если Вашему примеру последуют все работники животноводческих ферм, то мы значительно быстрее решим задачу полного удовлетворения потребностей страны в продуктах животноводства» (Правда. 31.10.1962).
С 1 января 1963 года на ферме совхоза «Пролетарская диктатура» по решению Бюро ЦК КПСС и Совета Министров РСФСР, начала работать Всероссийская школа передового опыта по механизированному крупногрупповому методу выращивания свиней.
Указом Президиума Верховного Совета СССР от 8 апреля 1971 года за выдающиеся успехи, достигнутые в развитии сельскохозяйственного производства и выполнении пятилетнего плана продажи государству продуктов животноводства, Плотникову Григорию Павловичу присвоено звание Героя Социалистического Труда с вручением ордена Ленина и золотой медали «Серп и Молот.
В девятой пятилетке (1971-1975 годы) возглавил механизированное звено по откорму свиней совхоза. На этой должности работал до марта 1991 года. Решением бюро Ростовского обкома КПСС, исполкома областного Совета депутатов трудящихся и президиума облсовпрофа в 1973 году был учрежден переходящий приз имени Героя Социалистического Труда Г.П. Плотникова, для победителя областного социалистического соревнования среди коллективов бригад колхозов, совхозов по откорму крупного рогатого скота и свиней.
С июня 1996 года – на пенсии.
Жил в хуторе Веселый Мясниковского района Ростовской области.
Умер 25 октября 2006 года.
Почетный гражданин Мясниковского района (17.08.2001).
Избирался депутатом Верховного Совета РСФСР 6-го созыва.
Делегат XXIV съезда КПСС (1971 год). Депутат Верховного Совета РСФСР 6-го созыва (1963-1967). Также избирался депутатом областного Совета депутатов трудящихся, членом бюро Мясниковского райкома КПСС.
Награжден 2 орденами Ленина (22.03.1966, 08.04.1971), орденом Дружбы народов (14.12.1984), медалями, в том числе «За трудовую доблесть» (26.04.1963), а также малой золотой медалью ВДНХ СССР (1962).
Умер в 2006 году. Похоронен в Ростовская область.